# La quarta guerra mondiale
La quarta guerra mondiale è un romanzo grafico del 2021 scritto da Marco Taddei e disegnato da Spugna.

## Trama
Nell'anno 3021 si combattono gli eserciti del Vecchio Mondo (i cui soldati sono equipaggiati con elmi a punta e sacche sparapalle piene di grasso come armi) e del Nuovo Mondo (che fa largo uso di robot). Otto, un pavido soldato del Vecchio Mondo, si offre come volontario per portare un dispaccio oltre le linee nemiche; in realtà la sua intenzione è di imboscarsi finché le acque non si saranno calmate, e per questo si ferma in un'osteria che sorge nella terra di nessuno. Lì però si recano anche i suoi commilitoni, assieme alla guerriera di colore Destà, che li ha aiutati a battere le truppe robotiche nemiche grazie a un'estemporanea alleanza. Otto si nasconde per non essere accusato di diserzione, ed è salvato dal messaggio televisivo del maresciallo Cacomela, nuovo capo dell'Impero del Vecchio Mondo al posto del precedente maresciallo Ferromarcio, che scioglie d'imperio l'alleanza con Destà e con la sua "marmaglia animalesca". Gli ex alleati prendono a scannarsi tra di loro dando a Otto la possibilità di scappare. Si rifugia nella tana di un coniglio carnivoro, che lo ingoia mentre è in balia di sogni erotici con la sua fidanzata Ursula; viene però salvato dall'intervento del colonnello Burger, un uomo che porta i gradi del suo stesso esercito e che lo porta con sé nella sua missione. 
Al posto di frontiera della muraglia orientale, Burger si tradisce per essere un militare del Nuovo Mondo; riesce comunque a passare e a incontrarsi col generale Khi dell'Impero del Drago Rosso, assieme alle cui truppe tenta l'assalto a una fortezza di ribelli che resistono da secoli. Questi possiedono delle "tute reincarnanti" che danno loro un'immensa forza così da fare strage dei soldati di Khi; tuttavia Burger, dopo aver eliminato l'ormai inutile alleato, riesce a farsi ammettere nella fortezza dopo avere sparato un singolo colpo di cannone. Scopre con Otto che il "re dei bonzi", a capo dei ribelli, ha l'aspetto di un cane, che ha assunto grazie a un ciclo di reincarnazioni assecondato dall'ingegneria genetica; messo alle strette, accetta di mostrare agli invasori il tesoro custodito nella camera blindata, che dovrebbe permettere di conoscere l'ubicazione della "Camera della Pace", che farà finire ogni guerra (oggetto della missione di Burger): si tratta di un antico albo a fumetti, secondo il quale la camera si troverebbe al polo sud.
Attraverso dei passaggi sotterranei Otto e Burger si recano dal "Re del Mondo", discendente dell'aviatore che nel 2666 sganciò la bomba che diede il via alla quarta guerra mondiale, e che tiene a disposizione uno dei pochissimi esemplari rimasti di aeroplano, col quale partono per il polo sud. Burger cerca di spiegare a Otto che la sua fidanzata Ursula non esiste, essendo questa solo una creazione della propaganda bellica del Vecchio Mondo, ma Otto non vuole sentir ragioni; quest'ultimo, infastidito da un pappagallo che si ostina a chiamarlo "disertore", cerca di colpire l'animale con la propria sparapalle, ma lo manca e uccide invece il Re del Mondo ai comandi. Burger riesce comunque ad effettuare un atterraggio d'emergenza.
Fuori dall'aereo, Otto deve guardarsi dai Reduci, ex soldati che le radiazioni hanno trasformato in mostri. Si rifugia in un bunker in cui trova Ursula, che si abbandona con lui a pratiche sadomaso e con la quale giunge alla Camera della Pace, in una torre sulla quale campeggia una svastica. Qui si trova la mummia di Hitler, che tiene tra le mani una piccola scatola, che Burger, dismesse le mentite spoglie di Ursula, apre provocando l'apparizione di una gigantesca figura scheletrica: lo Spirito della Pace. Burger rivela a Otto che l'evocazione contempla il sacrificio del più vile tra tutti i soldati, e che questo è il motivo per cui l'ha portato con sé; tuttavia, lo Spirito non si prende la vita del soldatino del Vecchio Mondo, ma proprio quella di Burger, dopodiché si reca sui campi di battaglia e stermina le parti in lotta.
Otto apprende dal resto del messaggio registrato, già in possesso di Burger, che la missione non dipendeva dal desiderio sincero di porre fine alla guerra, ma da una banale scommessa che il presidente Miracle, capo del Nuovo Mondo, aveva fatto col maresciallo Ferromarcio. Disgustato, stacca la testa al pappagallo che tanto l'aveva fatto arrabbiare.
Lo Spirito della Pace si reca sulla riva del mare e aspetta l'arrivo di una barca che porta altri scheletri giganteschi come lui, ammantati di scuro, coi quali parte per completare l'opera.

## Stile
Si sono notati nell'opera in questione degli elementi di cambiamento rispetto a quelle precedenti dei due autori. Dal punto di vista della scrittura si è notato un ritmo più incalzante e con un maggior peso dato ai dialoghi a scapito dell'aspetto più riflessivo e surreale, mentre per la parte grafica si è sottolineato l'utilizzo di disegni fortemente grotteschi e caricaturali, con molte soluzioni di tipo splatter. e di colorazioni piene. Il romanzo grafico appare pervaso da un forte senso di cinismo ed è costellato da molte citazioni fumettistiche (in primis le Sturmtruppen di Bonvi), letterarie e cinematografiche.

## Opere correlate
Nel 2022 gli stessi autori hanno pubblicato Vita da soldatinen, che rappresenta un prequel de La quarta guerra mondiale.

## Edizioni
- Taddei e Spugna, La quarta guerra mondiale, collana Feltrinelli Comics, Milano, Feltrinelli, 2021, ISBN 978-88-07-55084-3.